# Лучшие песни «Машины времени» 1979—1985
«Лу́чшие пе́сни 1979—1985» — двойной музыкальный альбом, представляющий собой сборник избранных песен группы «Машина времени», написанных с 1973 по 1985 годы. Часть песен была перезаписана в США в 1988 году; концертные и студийные записи 1980-х годов были обработаны в 1993 году на студии «Петростудио».

## Об альбоме
В аннотации на буклете альбома содержится ошибка. Песни, которые, как указано, были записаны на концерте 1981 года, на самом деле исполнялись позже. Кроме того, на некоторых из них слышны бэк-вокал и акустическая гитара Маргулиса, который в то время в группе не играл.
| А это — пламенный привет из тех времён, когда нам не давали выступать в Москве, но зато в Ленинграде мы давали по десять концертов подряд на десятитысячных площадках, и свободных мест не было! Так что традиция, когда москвичи ездят на концерты в Питер, началась не с Боба Дилана, а с нас, многогрешных. В тех Дворцах спорта бывала самая разная публика — от наших коллег по цеху (и не все они радовались успеху «Машины») до отдельных будущих Президентов России. Аппарат у нас в то время был и по нынешним меркам вполне приличный, а уж по тем — вообще фантастический, так что те концертные записи не грех было и издать! Мы так и сделали. В этот диск вошли песни с ленинградских концертов 1981 года (сразу после прощания с программой «Маленький принц»), плюс записи, сделанные во время нашей первой поездки в США в 1988 году, плюс несколько неизданных песен 80-х, типа «Морского закона». — Александр Кутиков |

Песни «Поворот», «Люди в лодках», «За тех, кто в море», «Синяя птица», «Я сюда ещё вернусь» и «Скачки» записаны на «Петростудио» в 1993 году специально для сборника; «Костёр», «Песня про солдата» взяты с записи концерта в Ленинграде в 1981 году; «Флюгер», «Барьер» и «Опустошение» записаны в США в 1988 году; «Ты или я», «Наш дом», «Марионетки» взяты с пластинки «Десять лет спустя»; «Музыка под снегом» — со сборника «В добрый час»; «Время»  — с альбома «Реки и мосты»; «Морской закон» и версии песен «Разговор в поезде», «Кошка», «Она идет по жизни, смеясь» ранее не издавались, неофициально выходили на магнитоальбомах «Чужие среди чужих», «Реки и мосты» и в составе демозаписи англоязычных версий песен группы (1986).
В 1993 году «Sintez Records» и «Ritonis» выпустили сборник на двух грампластинках, где было на одну песню больше («Ночь»), чем на вышедшем позднее компакт-диске.

## Список композиций
Слова и музыка всех песен — Андреем Макаревичем, кроме отмеченных.
| №                   | Название                                      | Оригинальный альбом                | Длительность |
| ------------------- | --------------------------------------------- | ---------------------------------- | ------------ |
| 1.                  | «Поворот» (Макаревич, Кутиков, Подгородецкий) | Перезаписана для сборника, 1993    | 3:44         |
| 2.                  | «Люди в лодках»                               | Перезаписана для сборника, 1993    | 3:35         |
| 3.                  | «Ты или я»                                    | «Десять лет спустя», 1987          | 4:24         |
| 4.                  | «Наш дом»                                     | «Десять лет спустя»                | 3:35         |
| 5.                  | «Время»                                       | «Реки и мосты», 1987               | 4:14         |
| 6.                  | «Морской закон»                               | Ранее не издавалось                | 3:53         |
| 7.                  | «Марионетки»                                  | «Десять лет спустя»                | 4:14         |
| 8.                  | «Она идёт по жизни смеясь»                    | Ранее не издавалось                | 2:20         |
| 9.                  | «Костёр»                                      | Запись концерта в Ленинграде, 1981 | 3:29         |
| 10.                 | «Песня про солдата»                           | Запись концерта в Ленинграде, 1981 | 1:40         |
| 11.                 | «Музыка под снегом» (Макаревич, Кутиков)      | «В добрый час», 1985               | 4:28         |
| 12.                 | «Разговор в поезде»                           | Ранее не издавалось                | 2:20         |
| 13.                 | «За тех, кто в море» (Макаревич, Кутиков)     | Перезаписана для сборника, 1993    | 3:31         |
| 14.                 | «Синяя птица»                                 | Перезаписана для сборника, 1993    | 2:15         |
| 15.                 | «Кошка»                                       | Ранее не издавалось                | 2:19         |
| 16.                 | «Я сюда ещё вернусь»                          | Перезаписана для сборника, 1993    | 5:14         |
| 17.                 | «Скачки» (Макаревич, Кутиков, Подгородецкий)  | Перезаписана для сборника, 1993    | 3:14         |
| 18.                 | «Флюгер»                                      | Запись в студии в Далласе, 1988    | 4:28         |
| 19.                 | «Барьер»                                      | Запись в студии в Далласе          | 4:16         |
| 20.                 | «Опустошение»                                 | Запись в студии в Далласе          | 3:50         |
| Общая длительность: | Общая длительность:                           | Общая длительность:                | 71:34        |

## Участники записи
«Машина времени»:
- Андрей Макаревич — гитара, основной вокал
- Александр Кутиков — бас-гитара, вокал
- Евгений Маргулис —  акуст. гитара,  электрогитара (1, 2, 13, 14, 16, 17), бэк-вокал (2)
- Пётр Подгородецкий — клавишные (1, 2, 9, 10, 13, 14, 16, 17), бэк-вокал (10)
- Александр Зайцев — клавишные (3—8, 11, 12, 15, 18—20)
- Валерий Ефремов — ударные

Сессионные музыканты (США) — гитары («Барьер»)

## Выходные данные
- Фонограмма подготовлена «Петростудио», 1993
- Продюсер — А. Кутиков
- Художник — А. Гусев
- Номер по каталогу — SRCD-00008 / SP02-0026/27